# Алан Кеннеді
Алан Кеннеді (англ. Alan Kennedy, нар. 31 серпня 1954, Сандерленд) — англійський футболіст, що грав на позиції захисника. По завершенні ігрової кар'єри — спортивний коментатор.
Більшу частину кар'єри провів у клубах «Ньюкасл Юнайтед» та «Ліверпуль», ставши одним з творців безпрецедентного домінування «Ліверпуля» на внутрішній та європейській аренах кінця 1970-х — середини 1980-х років, вигравши низку трофеїв. Також зіграв два матчі за національну збірну Англії.

## Клубна кар'єра

### «Ньюкасл Юнайтед»
Народившись у Сандерленді, Кеннеді не потрапив до уваги селекціонерів місцевого футбольного клубу «Сандерленд» і опинився в складі їхніх принципових суперників з «Ньюкасл Юнайтед». У складі «сорок» 19-річний Алан взяв участь у фіналі розіграшу Кубка Англії, в якому його клуб на Вемблі з розгромним рахунком поступився майбутній команді Кеннеді — «Ліверпулю». Два роки потому на тому ж самому стадіоні його «Ньюкасл» знову програв, цього разу «Манчестер Сіті» з рахунком 2:1 у фіналі Кубка Ліги.
Всього в рідній команді провів шість сезонів, взявши участь у 158 матчах чемпіонату. Більшість часу, проведеного у складі «Ньюкасл Юнайтед», був основним гравцем команди.

### «Ліверпуль»
Влітку 1978 року менеджер «Ліверпуля» Боб Пейслі вирішив придбати талановитого захисника, щоб остаточно вирішити проблему на лівому фланзі, де без особливого успіху вже пробували грати правоногі Філ Ніл, Алан Хансен і Джої Джонс. За Кеннеді «Ліверпулю» довелося виплатити 330 тисяч фунтів. Дебют Алана відбувся 19 серпня 1978 року в матчі на Енфілді проти «Квінз Парк Рейнджерс», який завершився перемогою «Ліверпуля» з рахунком 2:1, а вже 9 вересня Кеннеді зумів відкрити рахунок своїм голам за новий клуб, забивши м'яч у ворота «Бірмінгем Сіті». Перший же сезон Кеннеді в мерсісайдському клубі ознаменувався тріумфом в домашній першості. Команда виграла Перший дивізіон, чому значною мірою посприяла впевнена гра Кеннеді, партнером якого по лівому флангу став його однофамілець Рей Кеннеді.

Алан Кеннеді з кубком європейських чемпіонів. 1984 року.

Сезон 1980/81 Алан майже весь пропустив через травми, проте Алан відновився якраз вчасно, щоб допомогти своєму клубу виграти нові трофеї. Спочатку він забив гол «Вест Гем Юнайтед» у фіналі Кубка Ліги 1981 року. Лондонці зуміли зрівняти рахунок, але в переграванні сильніше все одно виявився «Ліверпуль». Однак найбільш пам'ятним матчем цього сезону залишився поєдинок в Парижі, де в фіналі Кубку чемпіонів «Ліверпулю» протистояв «Реал Мадрид». Матч не мав багато небезпечних моментів, і його доля була вирішена в останні десять хвилин зустрічі, коли Кеннеді зробив ривок по своєму лівому флангу і потужним ударом вразив ворота суперника. Так «Ліверпуль» виграв третій Кубок чемпіонів у своїй історії.
В наступному році Кеннеді знову довів, що йому немає конкурентів на цій позиції на полі, і допоміг своїй команді вчергове виграти Перший дивізіон, а також знову взяти Кубок Ліги. А ще через рік він знову відзначився забитим голом у фіналі, зрівнявши рахунок у вирішальному поєдинку на Кубок Ліги, який «Ліверпуль» виграв у «Манчестер Юнайтед» з рахунком 2:1. В цей же сезон Кеннеді взяв і свій четвертий титул чемпіона Англії.
У 1984 році «Ліверпулю» вдалося зробити требл, вигравши чемпіонат, Кубок Ліги і Кубок європейських чемпіонів, а Алан знову довів свою незамінність, забивши вирішальний пенальті в серії в фінальному матчі проти «Роми», який проводився на її полі в Римі.
Останній повний сезон Кеннеді у складі «Ліверпуля» виявився без трофеїв, а в наступному сезоні 1985/86 провів перші вісім зустрічей, однак курйозний автогол, яким Кеннеді відзначився в поєдинку проти «Оксфорда», призвів до того, що Кенні Далгліш, який став граючим тренером «Ліверпуля», змінивши на тренерському містку Джо Фегана, вирішив продати Алана в «Сандерленд». Не в останню чергу це рішення було продиктовано швидким прогресом молодого ірландця Джима Бегліна.
Фігура Алана Кеннеді і понині користується великою повагою серед уболівальників «Ліверпуля». За результатами голосування, проведеного на офіційному сайті «Ліверпуля» [Архівовано 22 січня 2007 у Wayback Machine.], він зайняв 31-е місце серед 100 кращих гравців, які коли-небудь грали за клуб.

### Подальша кар'єра
Перший сезон в «Сандерленді» Кеннеді провів дуже впевнено, нікому не давши засумніватися у своїй майстерності, проте вже в наступному сезоні йому довелося ділити своє місце на полі з Френком Греєм. Кампанія видалася для «чорних котів» дуже важкою. Команда посіла 20-те місце у Другому дивізіоні і поступилася в стикових матчах «Джиллінгему», а тому наступний сезон почала дивізіоном нижче.
1987 року Кеннеді перебрався в «Гартлпул Юнайтед», звідки того ж року відправився на континент, за короткий час погравши у шведській «Гускварні», бельгійському «Беєрсхоті» і данському клубі «Болдклуббен 1903».
У сезоні 1987/88 років він повернувся до англійського професійного футболу і зіграв за «Віган Атлетік» у Третьому дивізіоні. Два наступні роки провів у аматорському футболі, виступаючи за «Колн Дінамоуз» та «Нортвіч Вікторія».
В сезоні 1990/91 востаннє пограв у професійній футбольній лізі, виступаючи за валлійський «Рексем» у Четвертому дивізіоні, а потім знову повернувся до аматорського рівня, погравши за клуби «Моркем», «Нетерфілд», «Редкліфф Боро» і, нарешті, «Барроу», завершивши свою кар'єру він у 40-річному віці.

## Виступи за збірну
1984 року зіграв два матчі у складі національної збірної Англії на останньому Домашньому чемпіонаті Великої Британії 1983/84.

## Журналістська кар'єра
По завершенні ігрової кар'єри працює аналітиком «Sky Sports», веде колонку для офіційного сайту «Ліверпуля», регулярно виступає за команду ветеранів «Червоних», а також керує футбольною школою і веде своє радіо-шоу на «Century fm».

## Статистика виступів

### Статистика виступів за збірну
| Дата     | Місто  | Господарі | Результат | Гості             | Турнір                              | Голи | Примітки |
| -------- | ------ | --------- | --------- | ----------------- | ----------------------------------- | ---- | -------- |
| 4-4-1984 | Лондон | Англія    | 1 – 0     | Північна Ірландія | Домашній чемпіонат Великої Британії | -    |          |
| 2-5-1984 | Рексем | Уельс     | 1 – 0     | Англія            | Домашній чемпіонат Великої Британії | -    |          |
| Усього   |        | Матчів    | 2         |                   | Голів                               | 0    |          |

## Титули і досягнення
- Чемпіон Англії (6):

«Ліверпуль»: 1978–79, 1979–80, 1981–82, 1982–83, 1983–84, 1985–86
- Володар Кубка англійської ліги (4):

«Ліверпуль»: 1980–81, 1981–82, 1982–83, 1983–84
- Володар Суперкубка Англії (3):

«Ліверпуль»: 1979, 1980, 1982
- Переможець Кубка європейських чемпіонів (2):

«Ліверпуль»: 1980–81, 1983–84